# Naima (Sängerin)

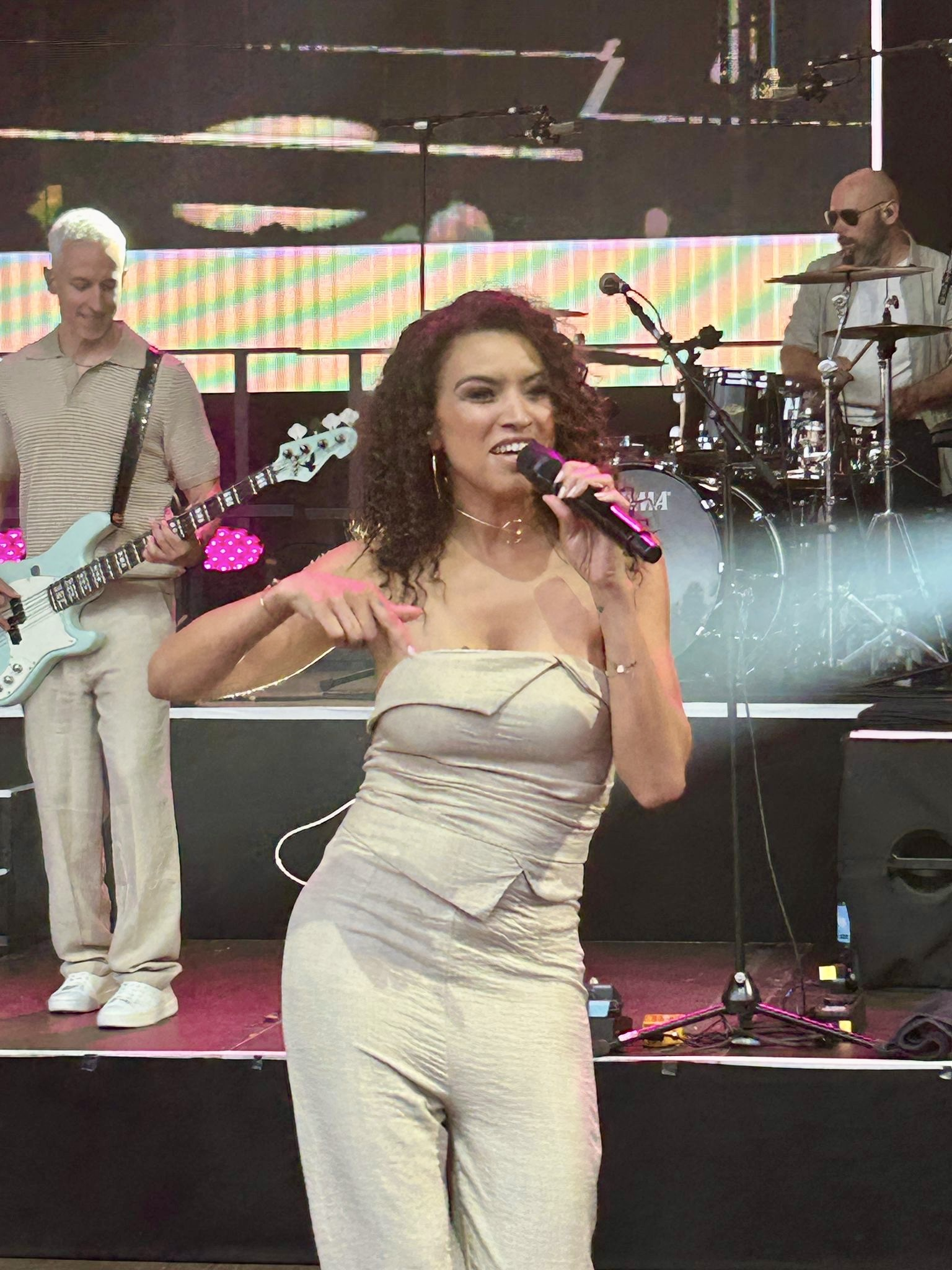
Natalie Pütz als Backgroundsängerin von Giovanni Zarrella (2025)

Naima (* 1981 in Hamburg; eigentlicher Name: Natalie Pütz) ist eine deutsche Sängerin und Musicaldarstellerin.

## Karriere
1999 sang sie gemeinsam mit Oli.P das Lied So bist du. Sie brachte vier Singles heraus, unter anderem mit Ayman das Lied Nur die Wahrheit zählt für die Fernsehshow Big Brother. Weiterhin sang sie den Titelsong zur Zeichentrickserie Pettersson und Findus. 2001 kam ihr Debütalbum Naima heraus. In Disneys Der König der Löwen in Hamburg spielte sie die junge Löwin Nala und später die Löwin Sarabi. 2016 sang sie bei zwei Titeln auf Vanessa Mais Album Für Dich im Background.
Außerdem sang sie als Backgroundsängerin auf mehreren Tourneen von Helene Fischer. Auch für Ben Zucker oder Nino de Angelo war sie als Backgroundsängerin tätig. Im Juli 2023 sang sie noch einmal mit Oli P. So bist du in der Giovanni Zarrella Show sowie im September 2024 den Song Flugzeuge im Bauch.
1999 nahm sie mit dem Titel Itsy Bitsy Spider an der deutschen Vorentscheidung zum Eurovision Song Contest teil, erreichte aber lediglich den elften und damit letzten Platz.